# Parachutes
Parachutes es el primer álbum de estudio de la banda británica Coldplay, lanzado por Parlophone Records el 10 de julio del 2000 en el Reino Unido. Fue producido por la banda y el británico Ken Nelson, excepto una canción, producida por Chris Allison. Del álbum se extrajeron los sencillos «Shiver», «Yellow», «Trouble» y «Don't Panic».
El álbum fue un éxito comercial y recibió críticas positivas vendiendo más de 17 millones de copias a nivel mundial. Tras su lanzamiento, alcanzó rápidamente el primer puesto en Official Charts Company y desde entonces, ha recibido siete discos de platino. En los Estados Unidos alcanzó el puesto 51 del Billboard 200 y recibió dos de ellos. Ganó el Grammy al mejor álbum de música alternativa en 2002 y reportó al grupo muchos más reconocimientos. Parachutes está en el puesto 12 en la lista de los veinte discos más vendidos del siglo XXI en el Reino Unido, así como en el libro 1001 discos que hay que escuchar antes de morir; en él, el crítico Paul Stokes lo describe como un álbum «plagado de momentos sorprendentes». También ganó en la categoría de mejor álbum británico en la edición de 2001 de los Brit Awards.
El álbum fue producido casi íntegramente por Ken Nelson quien conoció a la banda gracias a su mánager, que le dio una copia del sencillo debut de la banda «Brothers & Sisters». En principio pensaron que la grabación se extendería dos semanas, pero finalmente, debido a la falta de tiempo duró alrededor de siete meses. La portada del álbum es un globo terráqueo adquirido por 10 libras. Todas las canciones fueron escritas por Chris Martin, Jonny Buckland, Guy Berryman y Will Champion.

## Grabación y producción
El productor británico Ken Nelson se encargó de este trabajo en todas las canciones del álbum, excepto en una. Conoció a la banda a través del mánager del primero, Pete, quien le dio una copia del sencillo debut de la banda, «Brothers & Sisters». Nelson afirmó que, desde el momento en que escuchó la voz del vocalista Chris Martin en la canción «Bigger Stronger» se dio cuenta de que «tenía algo especial». Se le ofreció el trabajo cuando Coldplay tocó en Liverpool junto a la banda de indie rock Gómez, cuyo álbum debut, Bring It On había producido.
La banda comenzó a trabajar en el álbum en 1999 y ya había lanzado un EP con Chris Allison como productor, pero no estuvieron satisfechos con los resultados. Querían más control en los procedimientos y la filosofía de Nelson de «asistir [a las bandas] en realizar sus propias ideas, en vez de imponer sus propias ideas sobre cómo debería sonar el proyecto» les pareció adecuada para reemplazar a Allison. Según Nelson, el álbum fue una coproducción entre Coldplay y él.
El grupo planeó inicialmente grabar Parachutes en dos semanas. Sin embargo, las giras y otros conciertos en directo hicieron que la grabación abarcara desde septiembre de 1999 a abril y mayo de 2000. Comenzaron a trabajar en el álbum en los Rockfield Studios en Gales, Matrix Studios y Wessex Sound Studios, si bien la mayor parte de las pistas se grabó en los Parr Street Studios en Liverpool. La banda trabajó en tres salas en estos últimos y muchas canciones se grabaron en una sala que Nelson describió como «básicamente, una sala de demos». La canción producida por Allison, «High Speed» también se incluyó en el disco, aunque tuvo su origen en otras sesiones en los Orinico Studios de Londres. Fue mezclado por el ingeniero de sonido estadounidense Michael Brauer en Nueva York. La discográfica de Coldplay, Parlophone, originalmente pretendía contratar otro ingeniero para que mezclara los temas que se lanzarían como sencillos, pero finalmente, Brauer lo hizo.
En el concierto de Liverpool donde se le ofreció el trabajo, Nelson notó que la interpretación del grupo había sido «muy, muy tensa. [...] Se apuraban y era muy difícil de seguir». Una vez en el estudio, el productor y la banda hablaron sobre cada canción, decidiendo cómo tocarla en directo y a qué tempo interpretarla para que «se calmaran».
La portada del disco consiste en una fotografía de un globo terráqueo tomada con una cámara Kodak. Dicho elemento se adquirió en la tienda minorista W H Smith por 10 libras y se visualiza en los videos musicales de «Shiver», «Don't Panic» y en las presentaciones en directo de la gira promocional de Parachutes. El álbum está dedicado a la madre del baterista Will Champion, Sara Champion, fallecida por un cáncer en 2000.

### Descripción
Will Champion explicó que el estilo de producción de Nelson fue liberador y permitió a la banda sentirse cómodos durante la grabación de Parachutes. Según MTV, se trata de «una grabación con temas tristes y atmosféricos». En referencia a esto, el baterista lo comparó con la canción «Perfect Day» (1972) del compositor de rock estadounidense Lou Reed, afirmando que «la letra es hermosa y muy alegre, pero la música es realmente triste. A esto me refiero, puedes crear estados de ánimo diferentes en la música y la letra».
Se ha afirmado que Parachutes posee un sonido alternativo similar a los álbumes de Radiohead The Bends y OK Computer. De hecho, también se opina que el éxito comercial del álbum se debe a una porción de seguidores de esta banda que se alejaron de ella cuando salió a la venta el disco Kid A, más experimental y con influencias de música electrónica.

## Lanzamiento y recepción
Parachutes se lanzó el 10 de julio de 2000 en el Reino Unido a través de Parlophone. En Estados Unidos, se puso a la venta el 7 de noviembre del mismo año a través de Nettwerk. Estuvo disponible en numerosos formatos desde su lanzamiento; ambas discográficas lo pusieron a la venta como CD en 2000 y Capitol Records, como casete. En el año siguiente, EMI lo lanzó como LP en Europa. La versión principal del álbum contiene diez pistas. La última, «Everything's Not Lost» contiene una pista oculta llamada «Live Is for Living», lo que hace que dure 7:16 minutos en total. La versión japonesa contiene todas las pistas principales, en adición a «Careful Where You Stand» y «For You».
Se extrajeron cuatro sencillos del álbum: «Shiver», «Yellow», «Trouble» y «Don't Panic». La primera canción fue el sencillo principal en el Reino Unido, mientras que la segunda lo fue en los Estados Unidos. Tras el lanzamiento de «Trouble», la banda abandonó su plan inicial de poner a la venta como el cuarto sencillo «Don't Panic», considerando que tres serían suficientes. Pese a eso, la canción se lanzó en algunos países europeos.
Tras su lanzamiento, Parachutes hizo que la banda ganara varios premios. Ganó en la categoría de mejor álbum en la edición de 2000 de los galardones otorgados por la revista Q y recibió una nominación a los premios Mercury en el mismo año. En el año siguiente, Parachutes ganó en la categoría de mejor álbum de música alternativa en los premios Grammy y en la de mejor álbum británico en los Brit Awards.

### Crítica

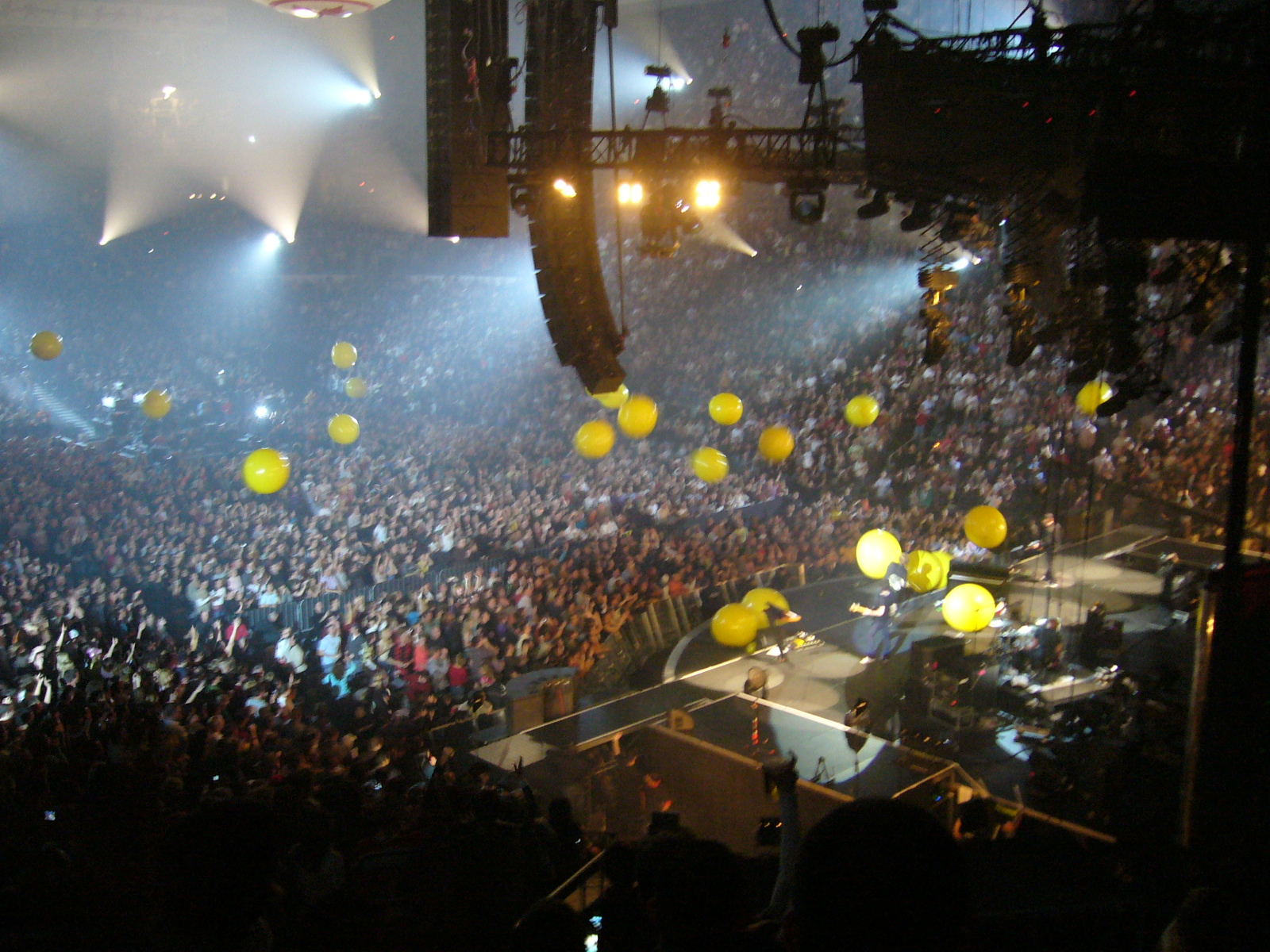
Coldplay interpretando «Yellow» en 2005.

El álbum fue bien recibido en Europa. Michael Hubbard de MusicOMH notó que se trata de un álbum de «singular profundidad, especialmente cuando uno considera las edades de los miembros de la banda». The Guardian lo describió como «uno de los álbumes más edificantes del año», añadiendo que presenta «canciones elegantes, guitarras clásicas y cantos alegres».
También recibió reseñas positivas de críticos internacionales. Sin embargo, la revista Billboard comentó que Parachutes «no aportó nada nuevo», sosteniendo que «sus puntos de referencia musical son inmediatamente reconocibles y difíciles de ignorar». Pese a esto, en la reseña también figura que «Coldplay parece tener el talento suficiente para trascender su crisis de identidad inicial». También se refieren al grupo como una banda recientemente introducida en Estados Unidos. Matt Diehl, de la revista Rolling Stone dijo que el álbum «se eleva sobre sus influencias para convertirse en un trabajo de real trascendencia». McKenzie Wilson de Allmusic comentó que el álbum presenta al grupo como «jóvenes músicos perfeccionando sus dulces armonías», añadiendo que «Parachutes se merece los premios que recibió porque siguió la regla general para presentar canciones de pop decentes: mantener la emoción genuina y real». Según Music Week, Parachutes fue uno de los álbumes debut más impresionantes, del cual se extrajeron los éxitos «Shiver», «Yellow» y «Trouble».
El álbum se ubicó en el número 25 de la lista elaborada por Channel 4 de los mejores álbumes de todos los tiempos y en el puesto 33 en la lista de NME de los mejores álbumes británicos de todos los tiempos. La revista británica también lo consideró el sexto mejor álbum de año 2000. Pese a su éxito comercial y a los comentarios de la crítica, el vocalista Chris Martin dijo que a Coldplay no le gustó el álbum. También comentó que siempre miraron más allá de él: «Sabemos que es música terrible y siempre pensamos qué haríamos a continuación».

## Desempeño Comercial
La popularidad de las canciones en clubes, pubs y eventos deportivos británicos llevó a Parachutes a debutar en el número uno en el UK Albums Chart con 70,935 copias vendidas. Sin embargo, su mayor período de ventas fue durante la penúltima semana de 2000, cuando el álbum vendió 170,642 copias y superó el millón de ventas totales.El disco está certificado 9× Platino por la Industria Fonográfica Británica por vender más de 2,700,000 copias.En julio de 2011, subió del número 184 al número 48 para una semana número 318 en las listas.
A partir de enero de 2018, el álbum sigue siendo el tercero más grande de Coldplay en el país, detrás de A Rush of Blood to the Head (2.9 millones) y X&Y (2.7 millones). En 2022, Parachutes fue nombrado el décimo álbum debut más exitoso en la historia de las listas del Reino Unido.
En los Estados Unidos, Parachutes debutó en el puesto número 189 del Billboard 200 cinco semanas después de su lanzamiento.Más tarde alcanzó el puesto número 51 y alcanzó el número uno en Billboard Heatseekers. Se han enviado más de dos millones de copias a los Estados Unidos, lo que llevó a ser certificado 2× Platino por la Recording Industry Association of America .También fue certificado 3× Platino en Australia por la Asociación Australiana de la Industria Discográfica , y 2× Platino en Canadá por la Asociación Canadiense de la Industria Discográfica .A julio de 2020, Parachutes ha vendido 31,922 copias en casete en el Reino Unido, lo que lo convierte en el 33.º casete más vendido desde 2000. Parachutes ha vendido más de 17 millones de copias a nivel mundial convirtiéndose en uno de los álbumes más influyentes y más vendidos del siglo XXl.

## Legado

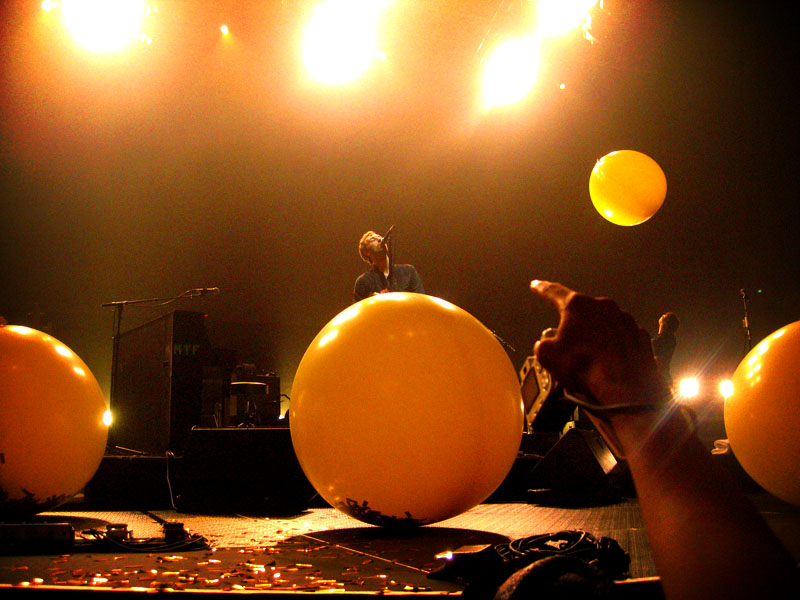
Coldplay aún interpreta muchas canciones de Parachutes en vivo

Con casi 2,7 millones de unidades vendidas en el Reino Unido, Parachutes es el 22.º álbum más vendido del siglo XXI y el 45.º de todos los tiempos en el país. También fue preseleccionado para el Mercury Music Prize de 2000 y la era en general le valió a la banda muchos premios, incluido Álbum británico del año en los Brit Awards , Mejor álbum en los Q Awards y Mejor álbum de música alternativa en los Grammy Awards.
El periódico comercial británico Music Week lo elogió como uno de los álbumes debut más impresionantes de todos los tiempos, generando los exitosos sencillos "Shiver", "Trouble" y "Yellow", siendo este último incluido en la lista "Songs That Shaped Rock and Roll" del Salón de la Fama del Rock and Roll por ser una de las grabaciones más exitosas e importantes de la música.  En 2010, Parachutes fue colocado en el libro 1001 Albums You Must Hear Before You Die.  En 2013, NME lo clasificó en el número 272 en su lista " Los 500 mejores álbumes de todos los tiempos ".
Al hacer una reseña por el 20.º aniversario, Jon O'Brien de la Academia de la Grabación lo etiquetó como el álbum más influyente de Coldplay hasta la fecha, impactando el trabajo de artistas como The Fray, Snow Patrol, OneRepublic, Maroon 5, Keane, James Blunt y  The Script. También mencionó que Parachutes "marcó el comienzo de una nueva ola de bandas de guitarra de modales suaves". A pesar del éxito del álbum la banda dice que están listos para dar un mejor y más grande paso hacia adelante.  

## Lista de canciones
Todas las canciones escritas y compuestas por Chris Martin, Jon Buckland, Guy Berryman y Will Champion. 
| N.º   | Título | Duración |  |
| 1.    | «Don't Panic»                                                                                               | 2:17     |  |
| 2.    | «Shiver» | 4:59     |  |
| 3.    | «Spies» | 5:18     |  |
| 4.    | «Sparks» | 3:47     |  |
| 5.    | «Yellow» | 4:29     |  |
| 6.    | «Trouble»                                                                                                   | 4:30     |  |
| 7.    | «Parachutes»                                                                                                | 0:46     |  |
| 8.    | «High Speed»                                                                                                | 4:14     |  |
| 9.    | «We Never Change»                                                                                           | 4:09     |  |
| 10.   | «Everything's Not Lost» (finaliza en el minuto 5:28; la pista oculta «Life Is for Living» comienza en 5:39) | 7:15     |  |
| 41:48 | |          |  |

| Pistas adicionales de la edición japonesa |                           |          |  |
| N.º                                       | Título                    | Duración |  |
| 11.                                       | «Careful Where You Stand» | 4:45     |  |
| 12.                                       | «For You»                 | 5:42     |  |

## Certificaciones
| País           | Certificación |
| -------------- | ------------- |
| Argentina      | Platino       |
| Italia         | Platino       |
| Australia      | 2× Platino    |
| Canadá         | 5× Platino    |
| Europa         | 4× Platino    |
| Francia        | 2x Oro        |
| Alemania       | Oro           |
| Países Bajos   | Platino       |
| Nueva Zelanda  | 2x Platino    |
| Noruega        | Platino       |
| Suecia         | Platino       |
| Suiza          | Oro           |
| Reino Unido    | 7× Platino    |
| Estados Unidos | 4x Platino    |